# Gen
Et gen er en biologisk enhed for information kodet i DNA om dannelse af et biologisk molekyle.
Et individs gener kaldes arvemassen eller genomet. Ordet gen indførtes i 1909 af den danske biolog Wilhelm Johannsen. Den klassiske genetik omhandler hvordan gener nedarves, se Gregor Mendel.
Gener indeholder informationen til proteinsyntese i form af sekvensen af baser i DNA. Det kan f.eks. være informationen til fremstilling af et enzym, som f.eks. indgår i nedbrydningen af føden. Andre gener koder for andre proteiner som antistoffer og visse hormoner, transportmolekyler, enzymhæmmere, adhæsionsmolekyler, toksiner, receptorer, lectiner og mikroproteiner.
Atter andre gener koder for rRNA, tRNA og andre RNA-molekyler med forskellige regulerende funktioner.
Forskellige organismer har ikke det samme antal gener. Encellede bakteriers arvemasse har cirka 4.000 gener, en gærcelle har 6.000 gener, planter har et meget varierende antal gener, og dyr har typisk 10-100.000 gener. Mennesket har 20.344 gener der koder for proteiner. 
Generne består af DNA og udgør (sammen med proteiner, bl.a. histoner) cellens kromosomer. Det sted, som et gen sidder på et kromosom, kaldes genets locus. Hvert diploid individ har to kopier af hvert gen. En kopi er arvet fra faren og en fra moren. Grundlaget for genetisk variation er, at gener forekommer i funktionelt forskellige former, som betegnes alleler. Forskelle mellem alleler reflekterer forskelle i den DNA-sekvens, som udgør genet.
Ændringer i et gen kaldes mutationer, f.eks. rækkefølgen af basene i DNAet, se f.eks. ændringen af CFTR hvor f.eks. en mangel på tre baser forårsager cystisk fibrose. 